# Katharos XIII
Katharos XIII ist eine 2007 gegründete Band. Anfänglich spielte die rumänische Gruppe Depressive Black Metal, später Dark Jazz, beziehungsweise einen Crossover beider Stile.

## Geschichte
Die Band wurde 2007 von Emilian „Fulmineos“ Matlak als Ein-Mann-Band gegründet. Ende des Jahres 2008 für die Aufnahme des Demos Silver Melancholy, zog er den Schlagzeuger „K.T. - O Taiapas“ sowie den Gitarristen und Keyboarder Saday hinzu. Das Demo wurde 2009 über Banatian Darkness Records und Smell the Stench verkauft. Nach positiver Resonanz beschloss Banatian Darkness, zwei Songs des Materials zu nehmen und in einer Split-EP mit Ordinul Negru zu veröffentlichen.
Einige Besetzungswechsel im Jahr 2010 ermöglichten die ersten Live-Auftritte des Projekts. Im Jahr 2011 wurde Dead Emotions über Arcana Noctis als erstes Studioalbum aufgenommen und veröffentlicht. Nach einem weiteren Wechsel am Schlagzeug ging das Projekt mit Live-Konzerten und der Arbeit am nächsten Album weiter. Zeitgleich brachte sich „Fulmineos“ als Gitarrist in Negură Bunget ein. Es dauerte bis zum Jahr 2017 bis das Folgealbum Negativity über Loud Rage Music erschien.
Manch weiteren Besetzungswechseln und der Suche nach ergänzenden Ausdrucksformen veröffentlichte die Gruppe 2019 mit Palindrome ein Album in verändertem Stil.

„Eines Tages diskutierte ich mit unserem Saxophonisten Alex über die Grenzen des Black Metal und darüber, was man anders machen kann, ohne seinen dunklen Ton zu verändern, und wir stellten uns diesen dröhnenden, tiefen Sound voller verschiedener Schichten vor.“

Im Jahr 2022 folgte mit Cthonian Transmission ein Album, das sich der Hybridisierung der Stilrichtungen zuwandte.

## Stil
Das Frühwerk wurde mitunter als beliebig im Depressive Black Metal abgeurteilt. An anderer Stelle hieß es hingegen, dass der vielfältige und doch unverwechselbare Sound sich nur schwer mit anderen Bands vergleichen lasse. Als Vergleiche werden späte Shining, White Ward, Deadspace, Sinistro und SubRosa für unterschiedliche Aspekte angeführt.
Das Debütalbum Dead Emotions der Band ist musikalisch im Black Metal verwurzelt, besaß allerdings bereits Anleihen aus dem Progressive Metal, Depressive Black Metal und Extreme Doom. Stimmungsvoll langsamer Klangmalerei die in rauen „Riff-und-Blast-getriebenem Black Metal“ übergeht. Düster traurige Melodien aufsteigender Leadgitarrenspuren, massive Verzerrung und eines gequält bösartigen Gesangs.
Auf Negativity spielte Katharos XIII weiter eine atmosphärische Variante des Depressive Black Metal. Neben den Elementen die schon auf dem Debüt hervortraten wie dem ausgeprägten Gitarrenspiel mit schweren und melodischen Riffs, Soli und Leads, die eine Menge Melodien nutzen, so auch Klargesang, während der Großteil des Gesangs hohes Black-Metal-Schreien bleibt und die Musikinstrumente kraftvoll gespielt werden.
Mit Palindrome löste „sich KATHAROS XIII […] von ihrer […] DSBM-Vergangenheit […] und [schuf] sich eine eigene, kleine, musikalische Nische“. Abseits weniger Passagen, in welchem „unheimlich gewisperte Screams sowie rumpelnde Gitarren und Drums“ dem Metal entsprechen, bleibt die Musik Dark Jazz der variierend „Gesangstechniken, Instrumente und Soundeffekte“ nutzt „um das Album mit einer dichten, finsteren Atmosphäre zu erfüllen, wobei den Arrangements viel Raum zum Atmen gelassen wird.“
Auf Chthonian Transmissions kombinierte Katharos XIII verschiedene Ideen des Extreme Doom und des Black Metal. „Dissonanzen, eine Unmenge von Samples“, Anleihen an Gothic Rock sowie Avantgarde. Mit einem gehäuften Einsatz des Saxophons der den „Stimmungen und verschwommenen Hintergrundklängen“ eine zusätzliche Note verleiht.

## Diskografie
- 2009: Silver Melancholy (Demo,  Selbstverlag)
- 2009: Ordinul Negru / Katharos XIII (Split-EP, Banatian Darkness)
- 2011: Dead Emotions (Album, Arcana Noctis)
- 2017: Negativity (Album, Loud Rage Music)
- 2019: Caloian Voices (Single, Loud Rage Music)
- 2019: Palindrome (Album, Loud Rage Music)
- 2022: Cthonian Transmission (Album, Loud Rage Music)